# Tiago Moreira de Sá

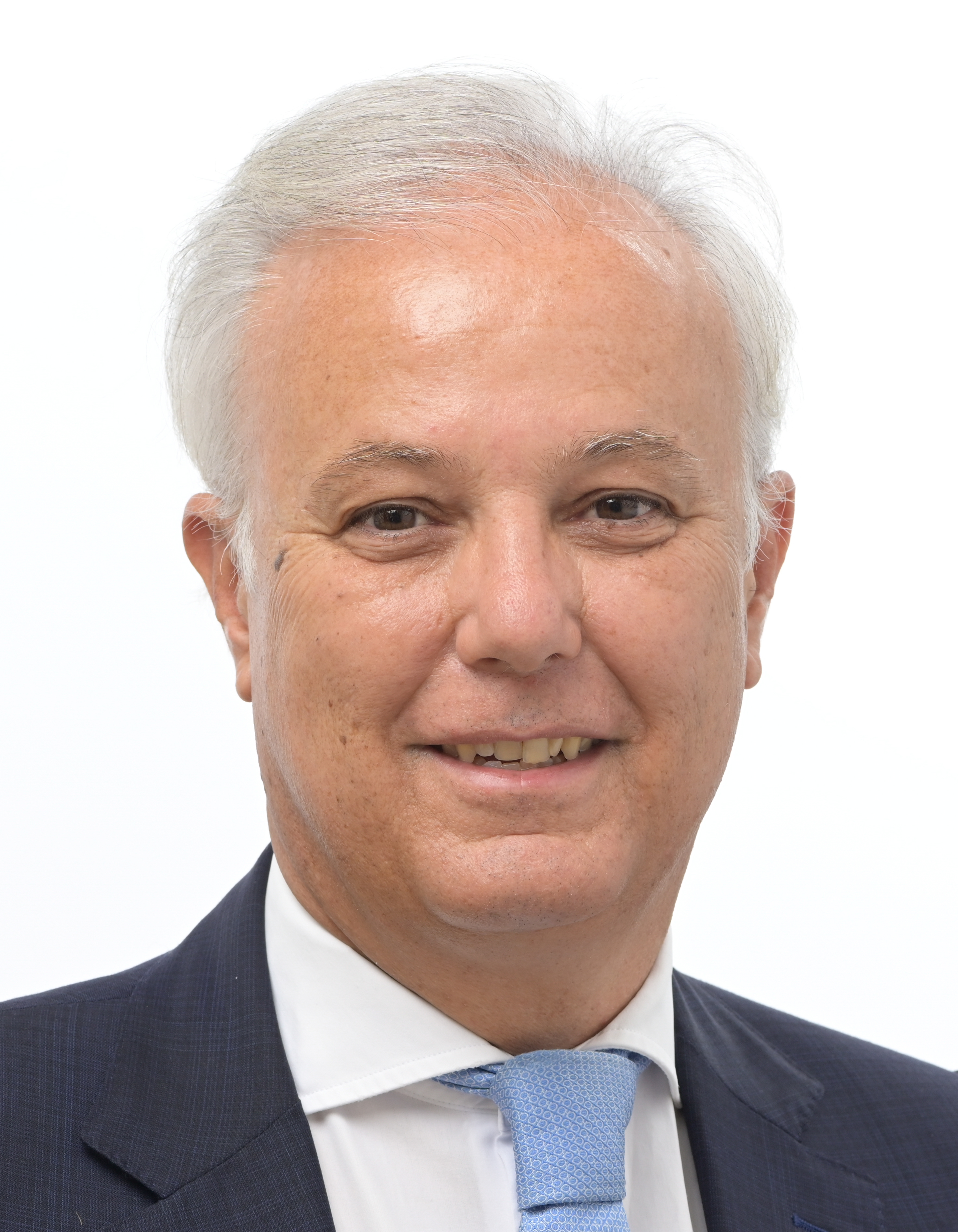
Tiago Moreira de Sá (2024)

Tiago da Mota Veiga Moreira de Sá, kurz meist Tiago Moreira de Sá, (geboren am 12. Januar 1971 in Lissabon) ist ein portugiesischer Hochschuldozent, 
Politikwissenschaftler und Politiker (ehemals PSD, jetzt Chega). Von 2022 bis 2024 war er Abgeordneter der PSD des portugiesischen Parlaments. Im Mai 2024 wechselte er zur Partei Chega, für die er bei der Europawahl 2024 kandidierte und ein Mandat gewann, und ist seitdem Mitglied des Europäischen Parlaments.

## Leben

### Akademische Laufbahn
Moreira de Sá schloss 1995 sein Studium der Kommunikationswissenschaften an der Universidade Autónoma de Lisboa ab. 2008 promovierte er am Lissaboner ISCTE in Geschichte der internationalen Beziehungen mit einer Arbeit zum Thema „Die Vereinigten Staaten von Amerika und die portugiesische Demokratie“. Moreira de Sá ist außerordentlicher Professor an der Fakultät für Sozial- und Geisteswissenschaften der Universidade Nova de Lisboa, wo er mehrere Kurse im Bereich der Internationale Beziehungen unterrichtet. Darüber hinaus forscht er am Portugiesischen Institut für Internationale Beziehungen (Instituto Português de Relações Internacionais, IPRI).
Abseits seiner akademischen Arbeit war Moreira de Sá u. a. als Kommentator der Sendung Olhar o Mundo des Senders RTP3 und Kolumnist der Zeitung Público tätig.

### Politische Laufbahn
Moreira de Sá trat 1996 der liberalkonservativen Partido Social Democrata bei. U.a. war er zeitweise Gemeinderatsmitglied in Alvalade (Lissabon). 2019 übernahm er die Leitung des Arbeitskreises für internationale Beziehungen und war unter anderem Koordinator für auswärtige Angelegenheiten Partei.
2022 kandidierte Moreira de Sá für die Partido Social Democrata für die Wahlen zum portugiesischen Parlament und gewann ein Mandat im Wahlkreis Lissabon. Als der Teil der PSD-Fraktion gehörte von März 2022 bis 2024 dem Parlament und war Mitglied in den Ausschüssen für Auswärtige Angelegenheiten und Europa. Im Januar 2024 nominierte ihn die PSD für den 25. Platz der Wahlliste der Aliança Democrática für die Europawahl 2024, der als aussichtslos galt, woraufhin er die Nominierung ablehnte.
Im Mai 2024 verließ er die PSD nach eigenen Angaben aus ideologischen Gründen und schloss sich der rechtspopulistischen Chega an. Diese nominierte Moreira de Sá für den zweiten Listenplatz für die Europawahl 2024. Die Partei gewann 9,79 Prozent der Stimmen und damit zwei der 21 portugiesischen Mandate, sodass Moreira de Sá ins Europäische Parlament einzog.

## Veröffentlichungen
Moreira de Sá ist Autor mehrerer populärwissenschaftlicher Bücher vor allem über die Beziehungen Portugals zu den USA:
- Donald Trump. O Método no Caos (2018)
- História das Relações Portugal - EUA (1776-2015) (2016)
- Política Externa Portuguesa (2015)
- Carlucci versus Kissinger: The USA and the Portuguese Revolution (2011)
- Os Estados Unidos e a Descolonização de Angola (2011)
- À Procura de um Plano Bilateral. A Fundação Luso-Americana e o Desenvolvimento de Portugal (2010)
- Os Estados Unidos da América e a Democracia Portuguesa (2009)
- Os Americanos na Revolução Portuguesa (2004).[1]